# Tauleta de bords

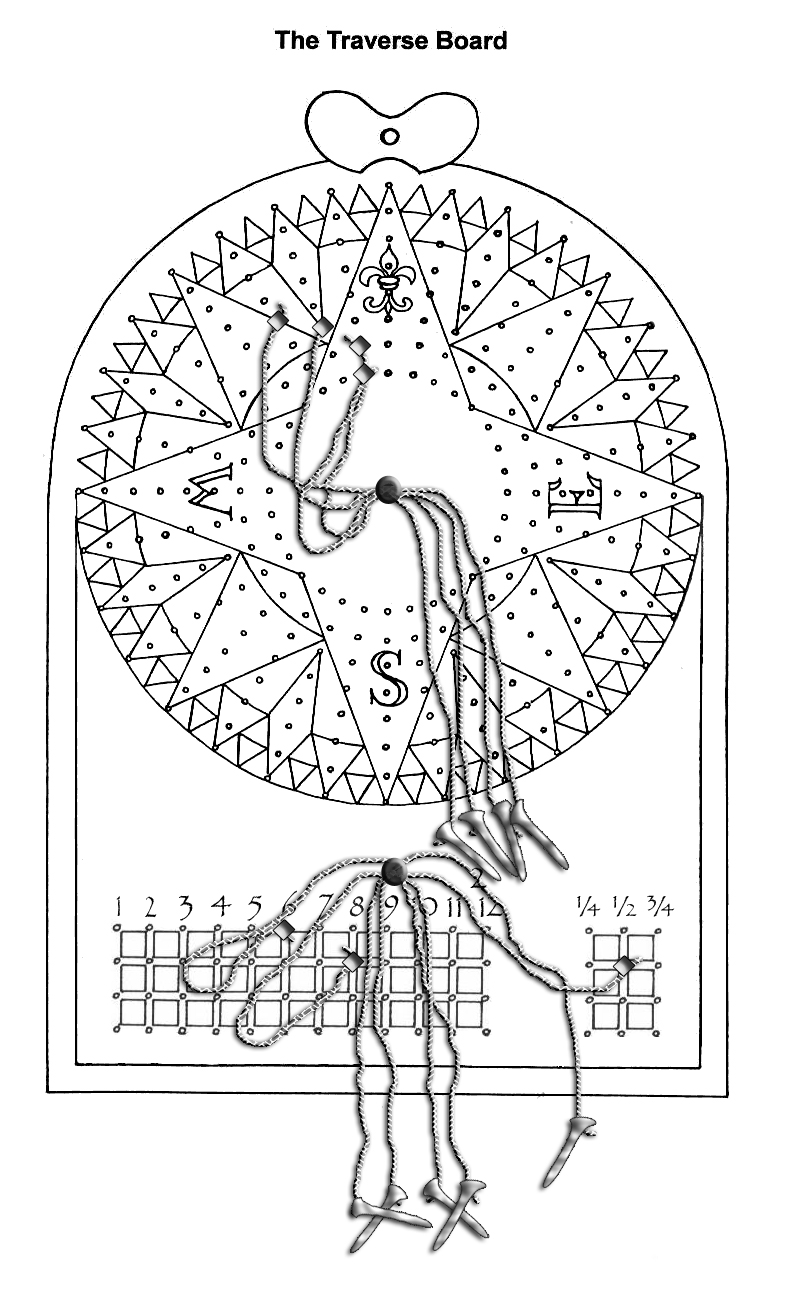
Tauleta de bords

La tauleta de bords és una ajuda de memòria que s'utilitzava antigament en la navegació per estima per registrar fàcilment les velocitats i indicacions navegades durant una ampolleta. Qualsevol membre de la tripulació encara que no pogués llegir ni escriure podia fer servir la tauleta de bords.
Tal com el matemàtic William Bourne deia el 1571: “I have known within these 20 years that them that were ancient masters of shippes hathe derided and mocked them that have occupied their cards and plattes and also the observation of the Altitude of the Pole saying; that they care not for their sheepskinne for he could keepe a better account upon a board.”
Bourne parla d'un tauleta de bords, un tauleta de fusta amb una rosa dels vents dibuixada al damunt unida per clavilles i cordons amb una sèrie de forats. Permetia a un timoner controlar el temps navegat a cada rumb del vent.

## Descripció

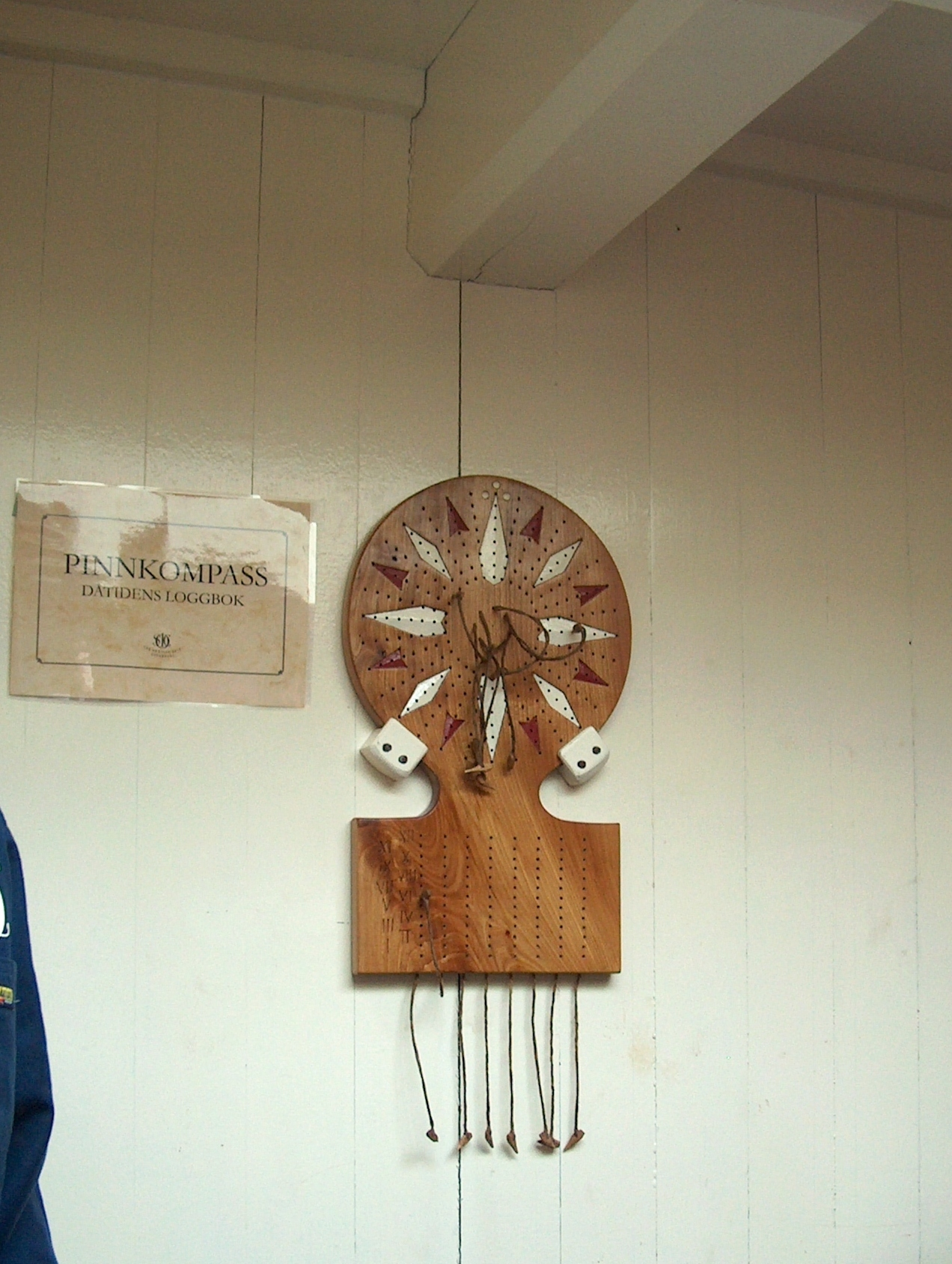
Rèplica de la tauleta de bords del vaixell de vela Götheborg.

La tauleta de bords és una tauleta de fusta amb forats i clavilles enganxades. Es divideix en dues parts, superior i inferior.
La part superior és per a la direcció navegada (rumb). Té una representació de la rosa dels vents amb els seus 32 punts del compàs, de la mateixa manera que a la bitàcola del vaixell. Vuit anells concèntrics estan inscrits a la rosa dels vents. Cada anell té un forat a cada punt de la brúixola. Vuit clavilles estan unides amb cordills amb el centre de la rosa de la brúixola.
La part inferior és per a la velocitat de registre. Té quatre fileres de forats. Cada columna representa una certa velocitat, mesurada en nusos. Les columnes verticals representen la velocitat (1 nus, 2 nusos, 3 nusos, etc.). Tres columnes més a la dreta donen fraccions de nusos (¹⁄₄, ¹⁄₂, i 3⁄₄). Hi ha vuit clavilles adjuntes a aquesta part del tauleta.
Cada mitja hora o ampolleta, un membre de la tripulació inseria una clavilla a la part superior de la tauleta representant el rumb navegat durant aquesta mitja hora, d'acord amb el compàs de la bitàcola del vaixell. L'anell de forats més a l'interior s'utilitzava per a la primera mitja hora i cada mesura següent es feia al següent anell fins a haver utilitzat els vuit anells (és a dir una guàrdia= 8 ampolletes).
Cada hora durant la guàrdia, un membre de la tripulació introduïa una clavilla a la part inferior del tauleta per representar la velocitat navegada durant aquesta hora. La velocitat es mesurada mitjançant una corredora. Si la velocitat de la primera hora del rellotge fos de 10   1 ⁄ 2 nusos, el membre de la tripulació comptaria més de 10 forats a la primera fila i col·locaria una clavilla, llavors col·locaria una altra clavilla a la columna marcada " 1⁄2 ". A la segona hora de la vigilància, el membre de la tripulació feia servir la segona fila de clavilles, etc. fins que s'omplen les quatre files (és a dir una guàrdia= 4 hores) .
Al final de la guàrdia, el navegant recopilava la informació sobre les velocitats i indicacions navegades durant el guàrdia al llibre de bitàcola, treia les clavilles de la tauleta i utilitzava la informació per calcular el recorregut del vaixell. Mentrestant, el timoner girava l'ampolleta començava a enregistrar els nous rumbs de navegació i la velocitat a la tauleta de bords.

## Fonament científic
Des del punt d'origen del vaixell a principi d'una guàrdia (posició inicial), les singladures parcials marcades en la tauleta de rumbs no són altre que vectors. Per a sumar-los no cal respectar cap ordre. Així seria molt fàcil transportar la suma de trajectes parcials cap a la carta de navegar. Aquesta forma senzilla exigiria l'ús de cordons amb una clavilla a cada cap (una pel rumb i una altra per la velocitat). Malauradament, en treballar amb cordons independents, hi ha l'obligació d'identificar els dos cordons associats a la mateixa ampolleta (rumb i velocitat). Això implica posar cada parell de cordons seguint un ordre. I retirar-los també per ordre.